# 黑赤蜻
黑赤蜻（学名：Sympetrum danae）是一种位于北欧、亚洲和北美的蜻蜓。黑赤蜻一般长3 cm（1.2英寸），是英国最小的蜻蜓。黑赤蜻在夏季末期的沼泽和荒野中十分常见。
赤蜻属在英国也被称为darters，因此黑赤蜻也被称为black darter，而在美国和加拿大赤蜻属被称为meadowhawks，黑赤蜻则被称为black meadowhawk。

## 描述
雄性和雌性的黑赤蜻都有黑色的脚和翅痣。黑赤蜻胸部有黄黑相间斑点，类似条斑赤蜻（Sympetrum striolatum）。
雄性黑赤蜻的黑色斑点主要位于胸部和腹部。腹部的侧面有黄色的斑点，斑点会随着年龄增长而逐渐变暗，而翅膀则是清晰的。
雌性黑赤蜻有黑色的脚和棕色的眼睛。腹部主要是黄色的, 随着年龄增长会不断变成棕色。其翅膀的底部则有黄色的小斑块。

## 繁殖
黑赤蜻繁殖主要集中在酸性浅水区域，如湖泊边缘、水沟边、荒野和沼泽等地区。
黑赤蜻排卵时会将腹部前端渗入水中飞行。卵孵化后的幼虫发育会非常迅速，短短的两个月就会出现大量幼虫。

## 习性
雄性黑赤蜻经常在开阔的地上晒靠太阳取暖。黑赤蜻的飞行动作很容易受到惊吓类似红赤蜻（Sympetrum sanguineum）。雄性并不会追求领地，但对寻求雌性则表现很积极。黑赤蜻是英国最小的蜻蜓。虽然黑赤蜻不像其他蜻蜓那样颜色艳丽，但黑赤蜻仍是一种很友好的蜻蜓，黑赤蜻对人会表现的比较亲切，有时它们甚至会停在人的手上。

## 种群和保护
在不列颠群岛上，黑赤蜻主要分布在本地低地附近，但在西北地区和爱尔兰更加普遍。黑赤蜻在本地分布广泛，这表明其很可能引起扩散。根据南部海岸的记录表明，这种情况很有可能发生。据分析造成这种情况的主要原因是人类排水系统和农业的发展。